# Strobilanthes maingayi
Strobilanthes maingayi är en akantusväxtart som beskrevs av C. B. Cl.. Strobilanthes maingayi ingår i släktet Strobilanthes och familjen akantusväxter. Inga underarter finns listade i Catalogue of Life.